# Tour de Romandía 1998
La 52.ª edición del Tour de Romandía se disputó del 5 de mayo al 10 de mayo de 1998 con un recorrido de 794,5 km dividido en un prólogo inicial y 6 etapas, con inicio en Rheinfelden, y final en Ginebra.
El vencedor fue el suizo Laurent Dufaux, cubriendo la prueba a una velocidad media de 39,3 km/h.

## Etapas[1]
| Etapa   | Recorrido                 | Km    | Ganador              |
| Prólogo | Kriegstetten              | 4,8   | Laurent Dufaux       |
| 1.ª     | Kriegstetten-Saignelégier | 169,9 | Laurent Dufaux       |
| 2.ª     | Saignelégier-Montreux     | 183,3 | Fabio Baldato        |
| 3.ª     | Montreux-Veysonnaz        | 151,1 | Laurent Dufaux       |
| 4.ªa    | Sion -Lausana             | 100,4 | Paolo Bettini        |
| 4.ªb    | Lausana-Romanel           | 17,6  | Alex Zülle           |
| 5.ª     | Lausana-Ginebra           | 167,4 | Christophe Agnolutto |

## Clasificaciones
Así quedaron los diez primeros de la clasificación general de la segunda edición del Tour de Romandía
| \| 1. \| Laurent Dufaux \| Suiza \| 20h 09'33" \| \| \| 2. \| Alex Zülle \| Suiza \| + 1'17" \| \| \| 3. \| Francesco Casagrande \| Italia \| + 1'23" \| \| \| 4. \| Santiago Botero \| Colombia \| + 1'27" \| \| \| 5. \| Roland Meier \| Suiza \| + 1'39" \| \| \| 6. \| Davide Rebellin \| Italia \| + 1'44" \| \| \| 7. \| Luc Leblanc \| Francia \| + 2'11" \| \| \| 8. \| Ivan Gotti \| Italia \| + 2'12" \| \| \| 9. \| Pavel Tonkov \| Rusia \| + 2'28" \| \| \| 10. \| Paolo Savoldelli \| Italia \| + 2'53" \| \| |                      |          |            |  |
| 1. | Laurent Dufaux       | Suiza    | 20h 09'33" |  |
| 2. | Alex Zülle           | Suiza    | + 1'17"    |  |
| 3. | Francesco Casagrande | Italia   | + 1'23"    |  |
| 4. | Santiago Botero      | Colombia | + 1'27"    |  |
| 5. | Roland Meier         | Suiza    | + 1'39"    |  |
| 6. | Davide Rebellin      | Italia   | + 1'44"    |  |
| 7. | Luc Leblanc          | Francia  | + 2'11"    |  |
| 8. | Ivan Gotti           | Italia   | + 2'12"    |  |
| 9. | Pavel Tonkov         | Rusia    | + 2'28"    |  |
| 10. | Paolo Savoldelli     | Italia   | + 2'53"    |  |

| \| 1. \| Laurent Dufaux \| Suiza \| ?puntos \| |                |       |         |
| 1.                                             | Laurent Dufaux | Suiza | ?puntos |

| \| 1. \| Roland Meier \| Suiza \| ?puntos \| |              |       |         |
| 1.                                           | Roland Meier | Suiza | ?puntos |